# Tuogu-Moschee
Die Tuogu-Moschee (Tuogu qingzhensi 拖姑清真寺; engl.  Tuoqu Mosque) bzw. Ludian-Tuogu-Moschee (chin. Ludian Tuogu qingzhensi 鲁甸拖姑清真寺; engl. Ludian Tuoqu Mosque / Tuogu Mosque in Ludian) ist eine der fünfundachtzig Moscheen des Kreises Ludian im Dorf Tuogu der Großgemeinde Taoyuan des Kreises Ludian der bezirksfreien Stadt Zhaotong in der südwestchinesischen Provinz Yunnan. Sie wurde 1730 in der Zeit der Yongzheng-Ära der Qing-Dynastie im traditionellen chinesischen Baustil erbaut. 
Sie steht seit 1993 auf der Liste der Denkmäler der Provinz Yunnan.

### Fotos
- Masjid Tuogu Provinsi Yunnan
- Ludian Tuogu qingzhensi